# 기계공학자 목록
이 문서는 기계 공학자의 목록이다. 성(family name)의 알파벳 순으로 정렬되어 있다.
다른 분야의 공학자에 대해서 확인하기 위해서는 공학자의 목록을 보면 된다.

## A
- 알 자자리 (1136–1206) – 박식가, 수 많은 기계공학 혁신을 이룸
- 아르키메데스 (c. 287–212 BC) – 박식가, 스크류 펌프의 발명가
- 리처드 아크라이트 (1733–1792) – 스피닝 프레임의 발명에 기여하였으나 현대 공장 시스템에 기여한 것으로 더욱 유명함
- 제1대 암스트롱 남작 윌리엄 조지 암스트롱 (1810–1900) – 수력 공학의 선구자, 암스트롱 휘트워스의 창립자

## B
- 찰스 배비지 (1791–1871) – 차분기관의 발명가
- 헨리 베서머 (1813–1898) – 베서머 법의 발명가
- 카를 벤츠 (1844–1929) – 일반적으로 가솔린 자동차의 발명가로 알려짐, 메르세데스-벤츠의 창립자
- 매슈 볼턴 (1728–1809) – 증기 공학자, 제임스 와트의 동료

## C
- 지롤라모 카르다노 (1501–1576) – 번호 자물쇠, 짐벌,  드라이브 샤프트, 카단 그릴을 포함한 다양한 기계공학적 발명을 이룸
- 니콜라 레오나르 사디 카르노 (1796–1832) – 물리학자, 군사 공학자
- 윌리스 하빌랜드 캐리어 (1876–1950) – 현대 공기조화 시스템의 제조와 설계의 선구자
- 에드먼드 카트라이트 (1743–1823) – 최초의 상업용 역직기의 발명가
- 피터 쿠퍼 (1791–1883) – 최초의 미국 증기 기관차를 설계하고 제작하고 쿠퍼 유니언을 설립함

## D
- 루돌프 디젤 (1858–1913) – 디젤 엔진의 발명가

## F
- 헨리 포드 (1863–1947) – 자동차 공학자, 산업 자본가, 포드 모터 컴퍼니의 창립자
- 로버트 풀턴 (1765–1815) – 최초의 상업용 증기선의 개발에 기여함

## H
- 헤론 (c. 10–70 AD) – 에올리필(aeolipile), 윈드휠(whindwheel)을 포함한 많은 것을 발명함.
- 아우구스트 호르히 (1868–1951) – 자동차 공학자, 아우디의 창립자

## J
- 조셉 마리 자카드 (1752–1834) – 자카드 방직기(jacquard loom)를 발명함.

## L
- 고트프리트 빌헬름 라이프니츠 (1646–1716) – 박식가. 라이프니츠 휠(leibniz wheel)을 포함한 다양한 것을 발명함.

## M
- 헨리 모즐리 (기술자) (1771–1831) – 공작기계 기술의 아버지. 유압 프레스를 완성했다고 함.

- 일라이저 매코이 (1843–1929) – 아프리카계 캐나다인 발명가. 증기 기관용 자동 윤활장치와 같은 공학적 기여를 함.
- 토머스 미즐리 (1889–1944) – 테트라에틸 납(TEL)과 염화불화탄소(CFCs)를 개발함

- 윌리엄 머독 (1754–1839) – 제임스 와트의 동료. 증기 기관을 개선하고 가스등을 개발함.

## N
- 토머스 뉴커먼 (1664–1729) – 최초의 실용적인 증기 기관의 발명가
- 빌 나이 (과학자) [1955-?] – 과학 교육 방송인

## O
- 니콜라우스 오토 (1832–1891) – 최초의 상업적인 4행정 엔진의 개발자

## P
- 드니 파팽 (1647–1712) – 스팀 다이제스터(증기 요리기구)의 발명가. 증기 기관의 선구자
- 찰스 앨저넌 파슨스 (1854–1931) – 증기 공학자, 전력 공학자, 증기 터빈의 발명가
- 페르디난트 포르셰 (1875–1951) – 자동차 공학자, 폭스바겐 비틀을 개발한 것으로 유명함

## S 3
- 단 셰흐트만 (1941) – 준결정을 발견함.
- 카를 빌헬름 지멘스 (1823–1883) – 평로의 발명가
- 이고리 시코르스키 (1889–1972) – 항공 공학자. 단일 회전익 헬리콥터의 발명가. 시코르스키 항공의 창립자
- 아이작 메릿 싱어 (1811–1875) – 박음질 재봉틀의 개선에 기여함. 싱어 재봉틀 회사의 창립자
- 조지 스티븐슨 (1781–1848) – "철도의 아버지". 기계 공학 연구소(Institution of Mechanical Engineers)의 창립자
- 로버트 스티븐슨 (1803–1859) – 철도 공학자, 조지 스티븐슨의 아들

## T
- 타끼 앗딘 (1526–1585) – 박식가, 다양한 기계공학적 혁신을 이룩함.
- 니콜라 테슬라 (1856–1943) – 세르비아인 전기공학자. 교류 모터와 전력 전달 기술을 발전에 기여한 기계공학자.
- 리처드 트레비식 (1771–1833) – 증기 기관의 선구자. 초기 고압 보일러(코니시 보일러, cornish boiler)와 기관차 "Puffing Devil"의 설계자.

## V
- 보리스 비앙 – 작가

## W
- 제임스 와트 (1736–1819) – 산업 혁명을 가능하게 한 와트 증기 기관의 발명가
- 일라이 휘트니 (1765–1825) – 조면기의 발명가
- 조지프 휘트워스 (1803–1887) – 나사 피치의 표준화 및 정밀 가공의 기반 기술에 기여함.
- 루트비히 비트겐슈타인 (1889–1951) – 철학자가 된 항공우주 공학자
- 펠릭스 방켈 (1902–1988) – 방켈 엔진의 발명가

## Z
- 장형 (학자) – 1~2세기 중국의, 최초의 수력 혼천의와 최초의 지진계의 발명가